# Мельник (Подляское воеводство)
Мельник (пол. Mielnik, бел. Мельнік, подл. Мельнік, Mélnik) — деревня в Польше, входит в Подляское воеводство, Семятыченский повят, гмина Мельник. Административный центр гмины Мельник. Находится примерно в 17 км к юго-востоку от города Семятыче. По данным переписи 2011 года, в деревне проживало 879 человек.

## История
Известна с 1240 года. В 1440 году получила статус города. В 1897 году Мельник являлся заштатным городом Бельского уезда Гродненской губернии Российской империи. В нём проживало 1485 жителей, в том числе евреи — 29,7 %, украинцы — 28,4 %, русские — 21,8 % поляки — 19,7 %. В 1934 году утратил статус города и стал деревней.

## Галерея

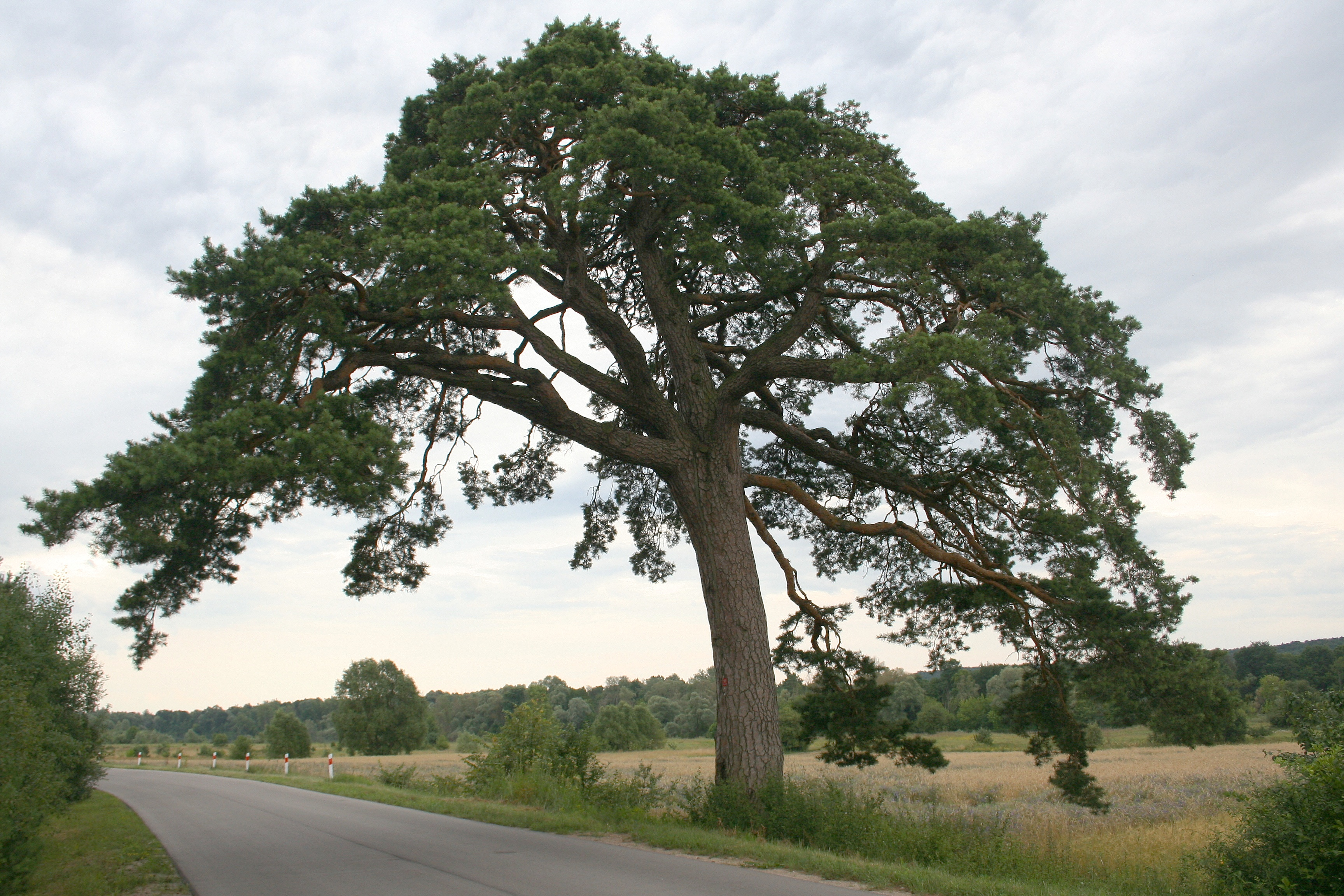
Сосна - памятник природы
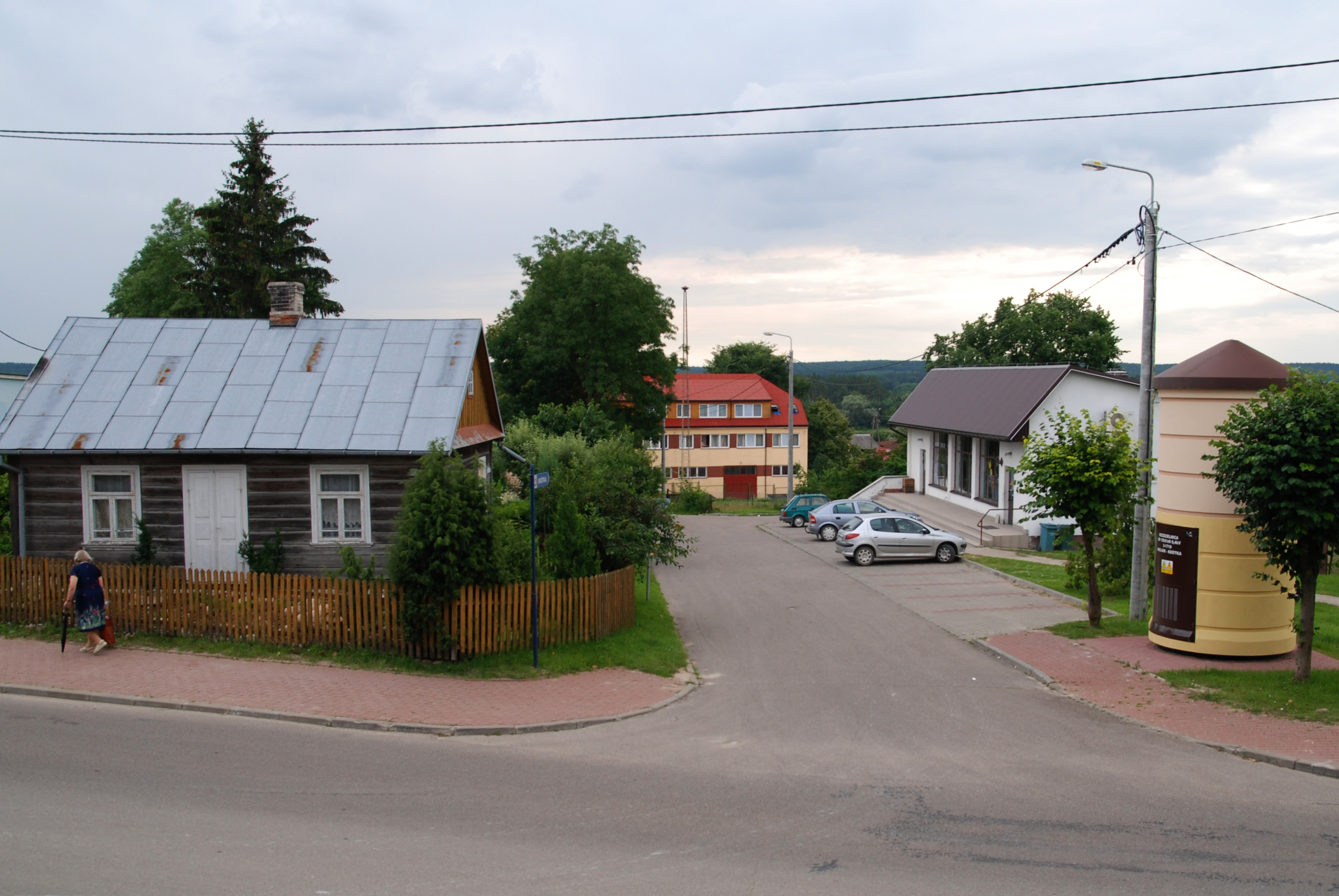
В деревне
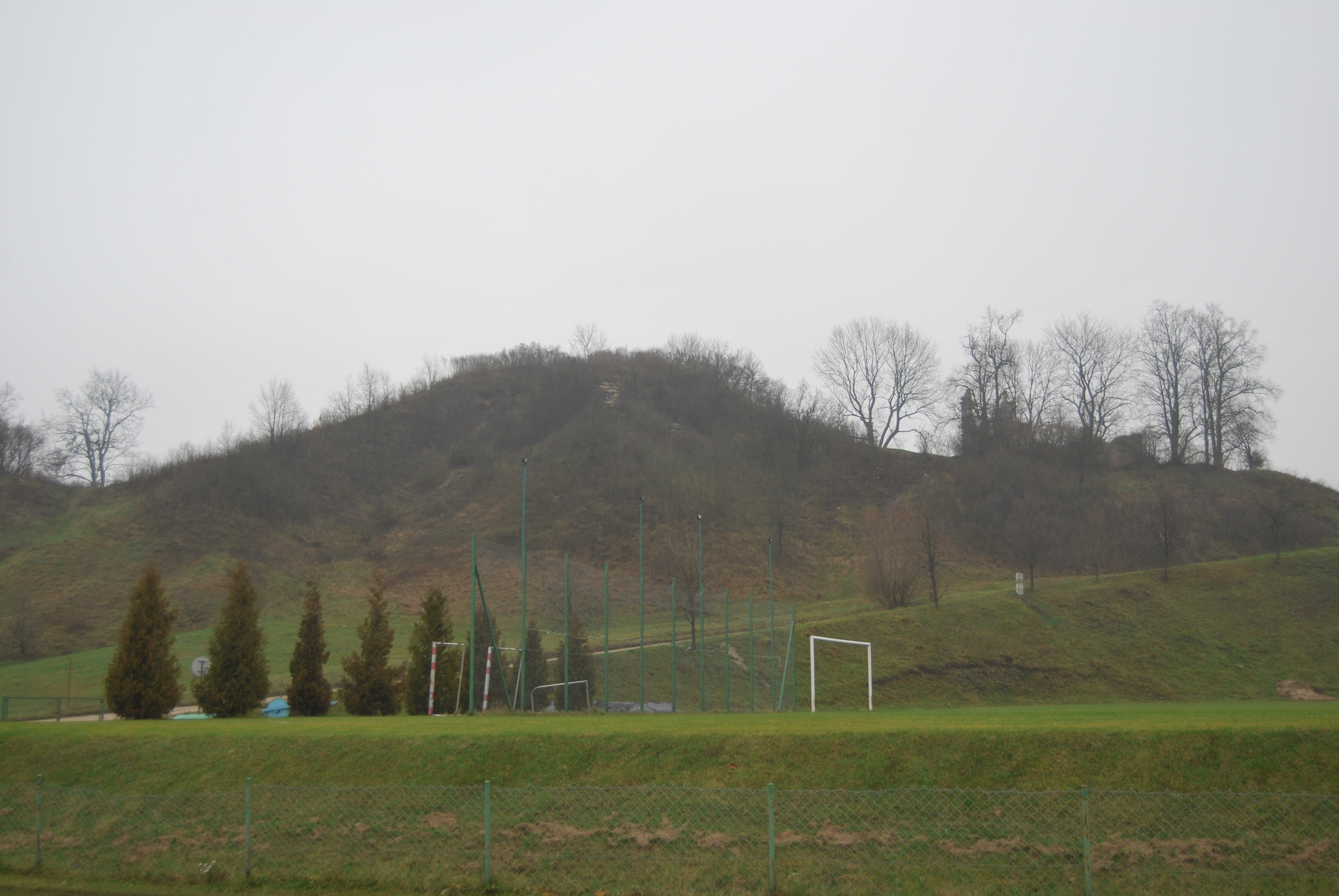
Замковая гора
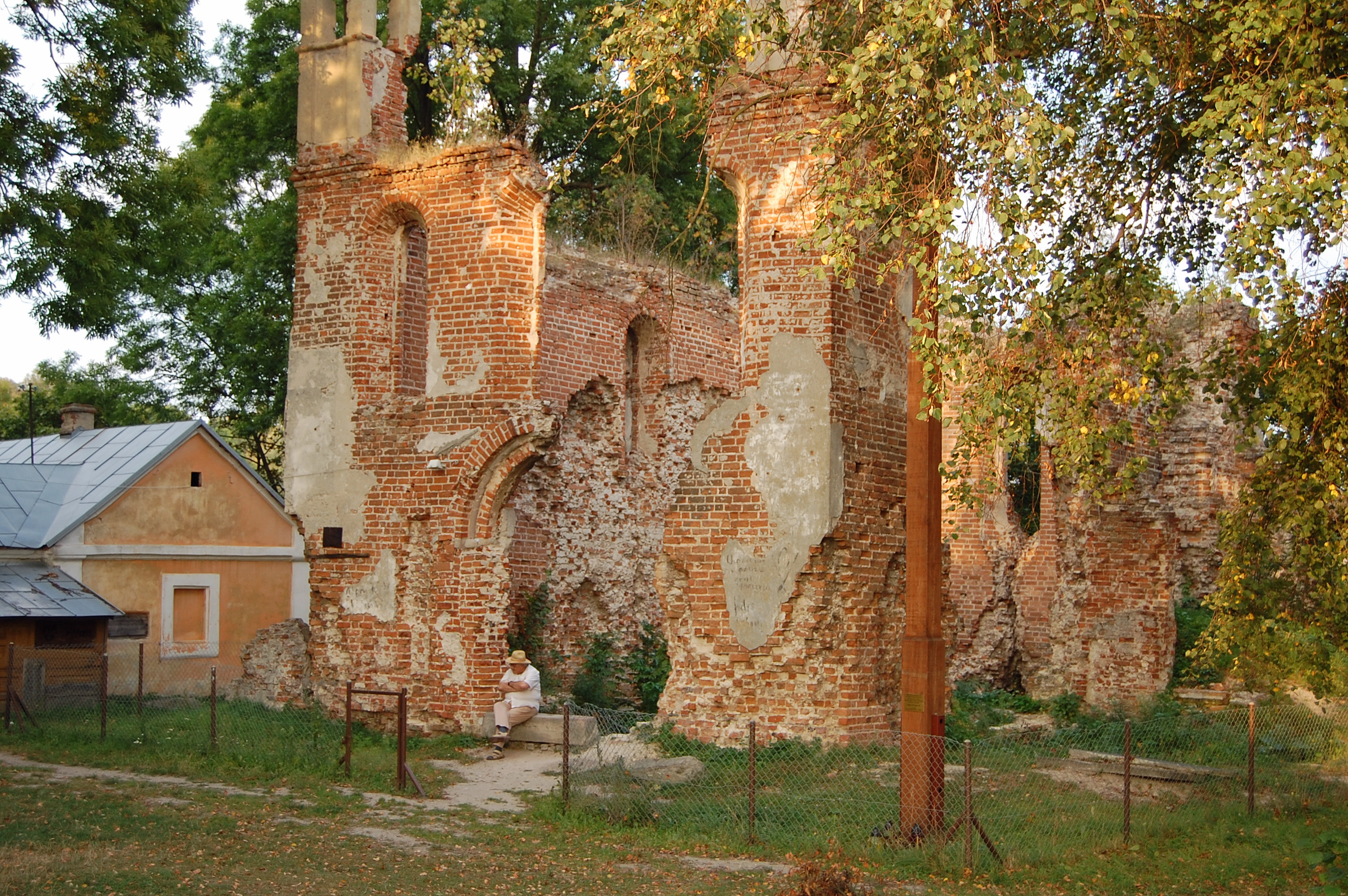
Руины замкового костёла
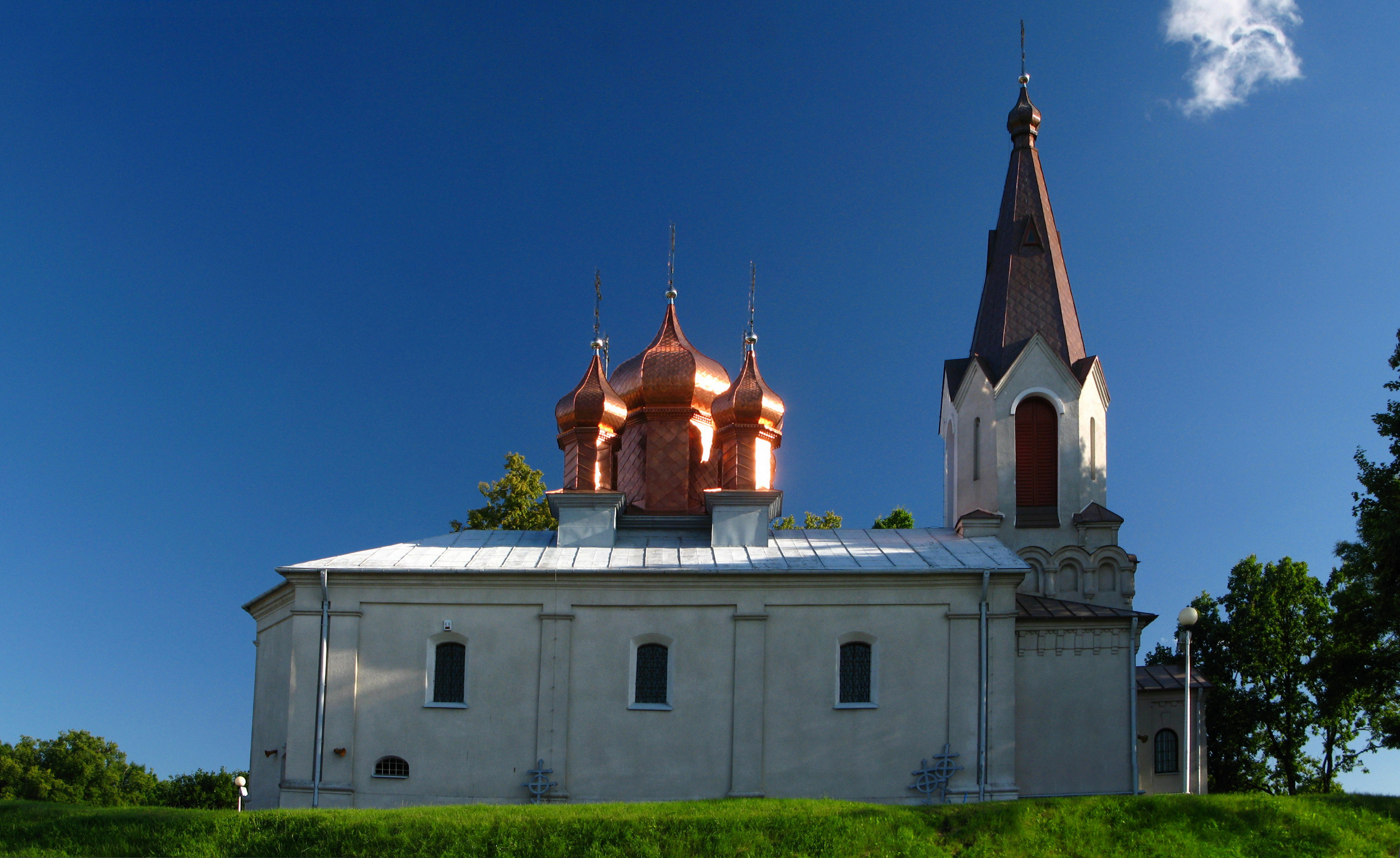
Православная церковь 1821–1823г.
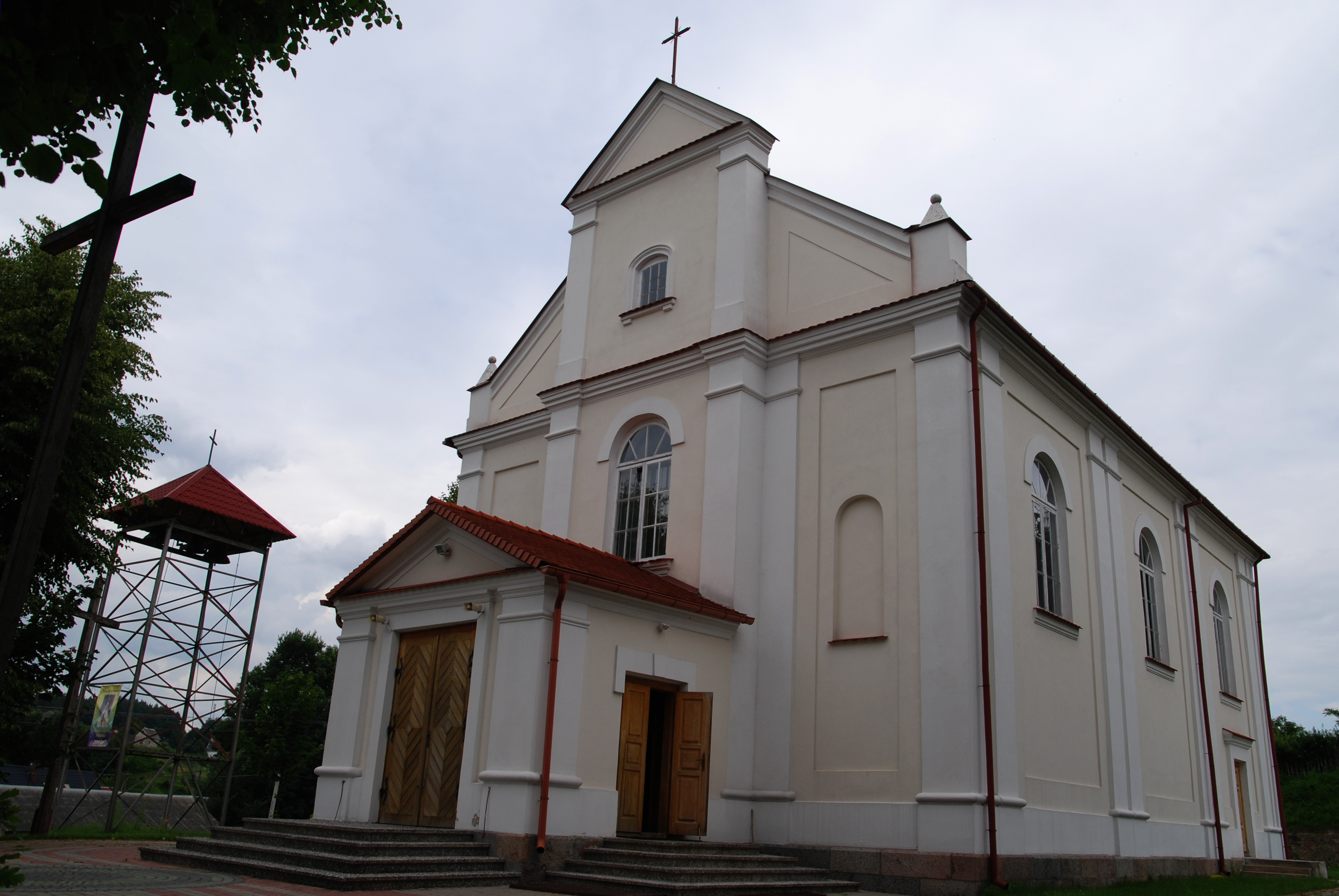
Костёл
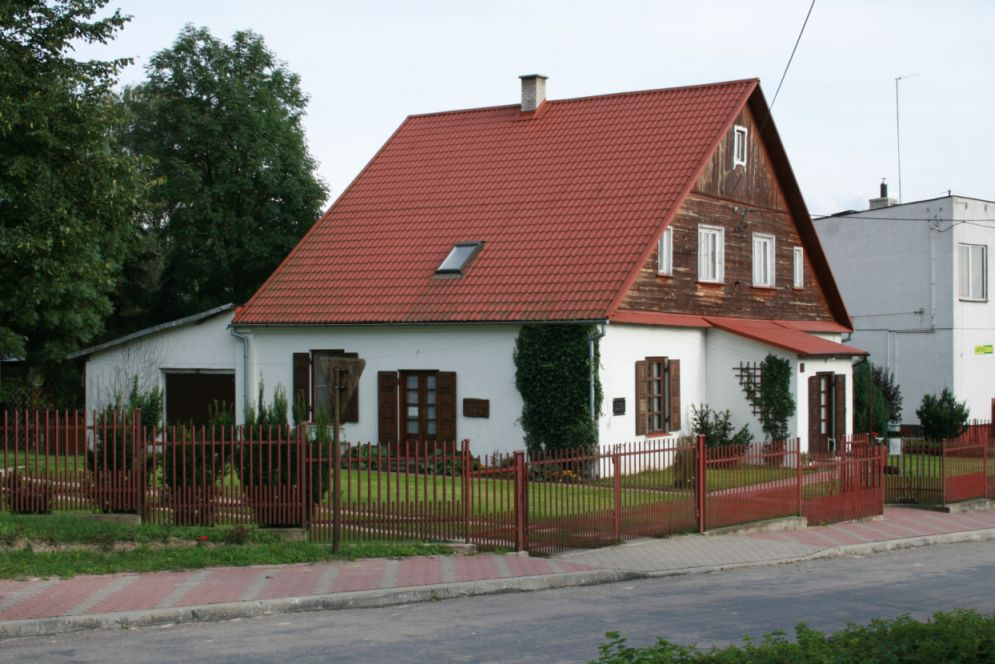
Синагога XIX в.
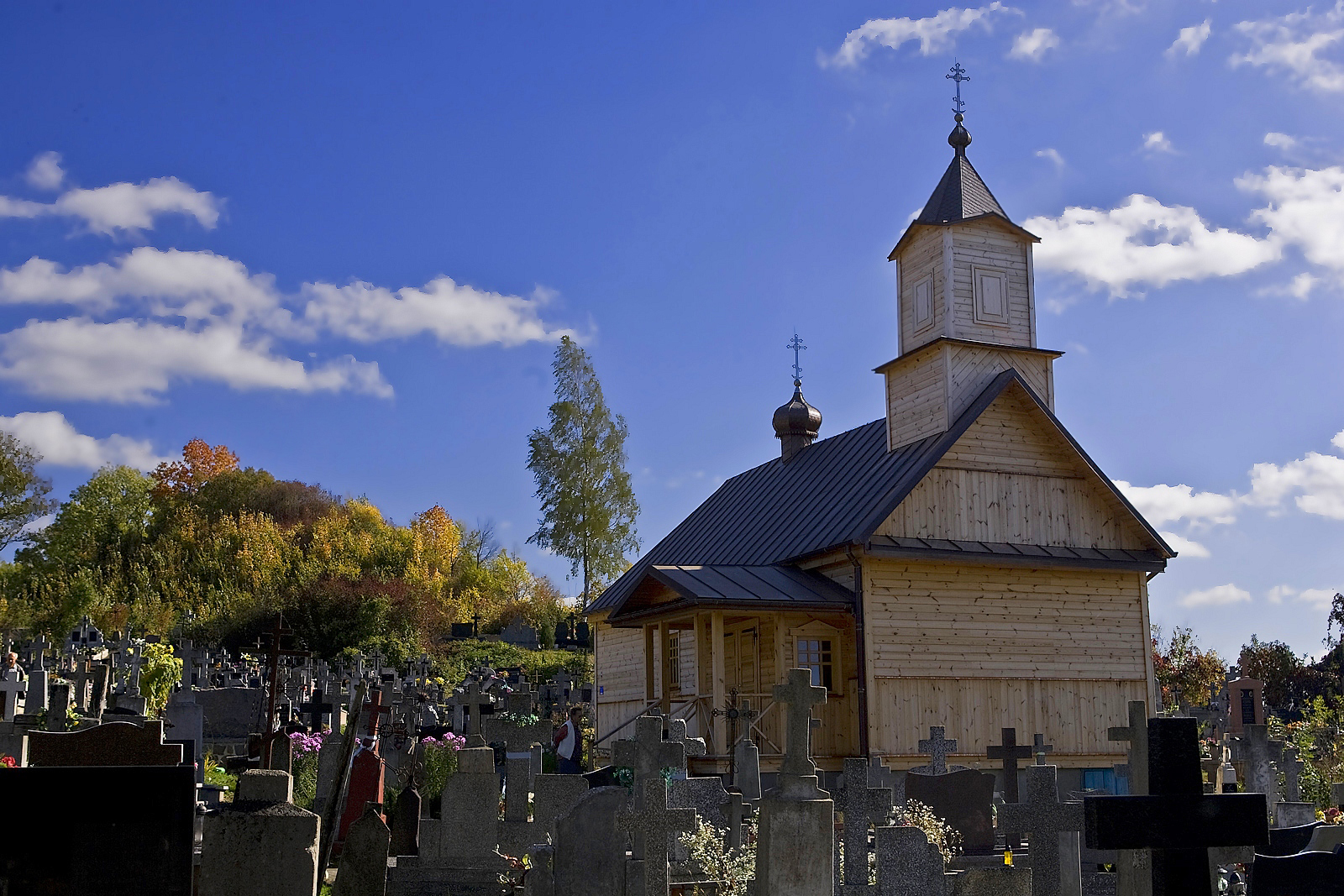
Церковь 1770г.
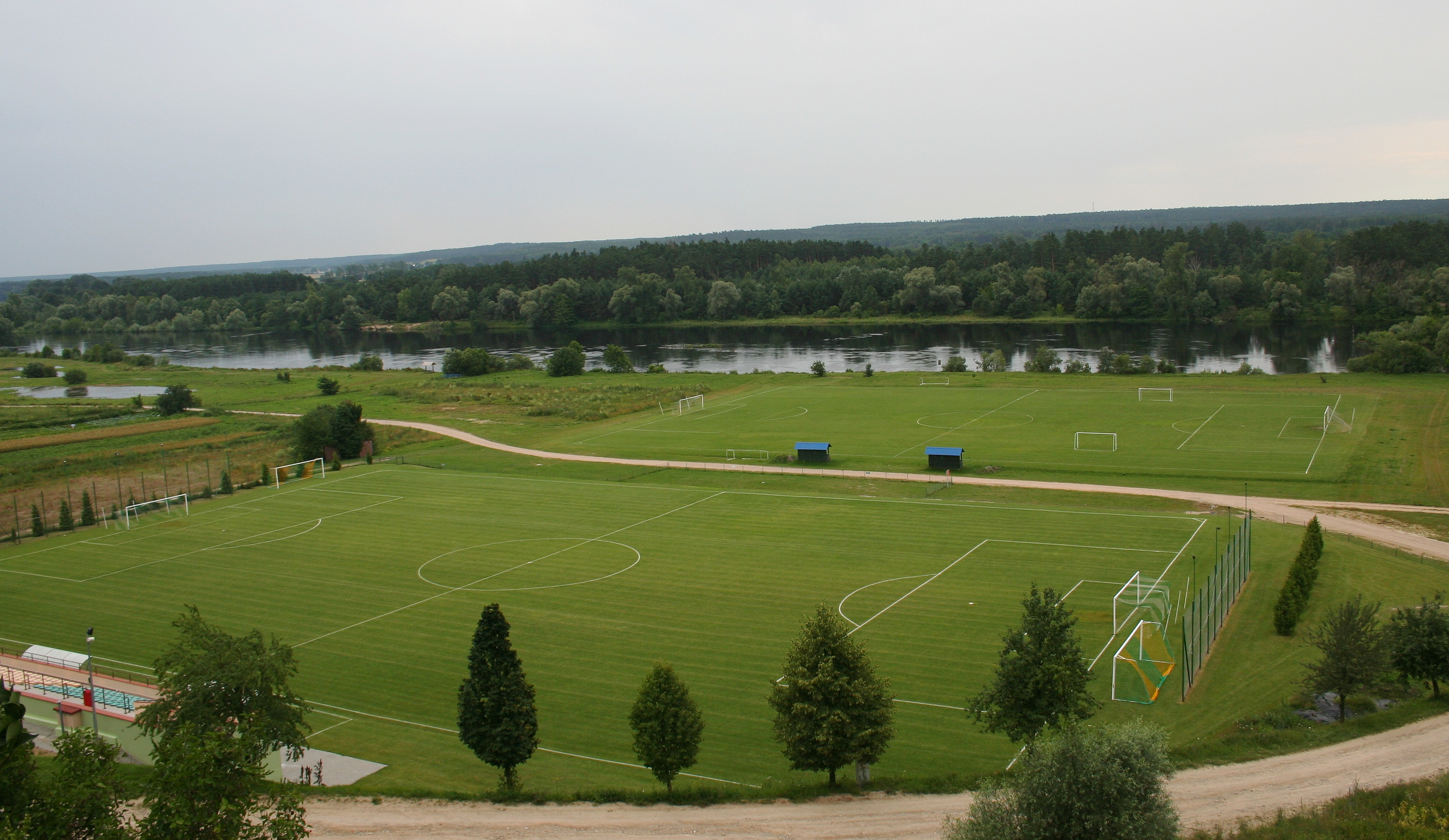
Футбольное поле
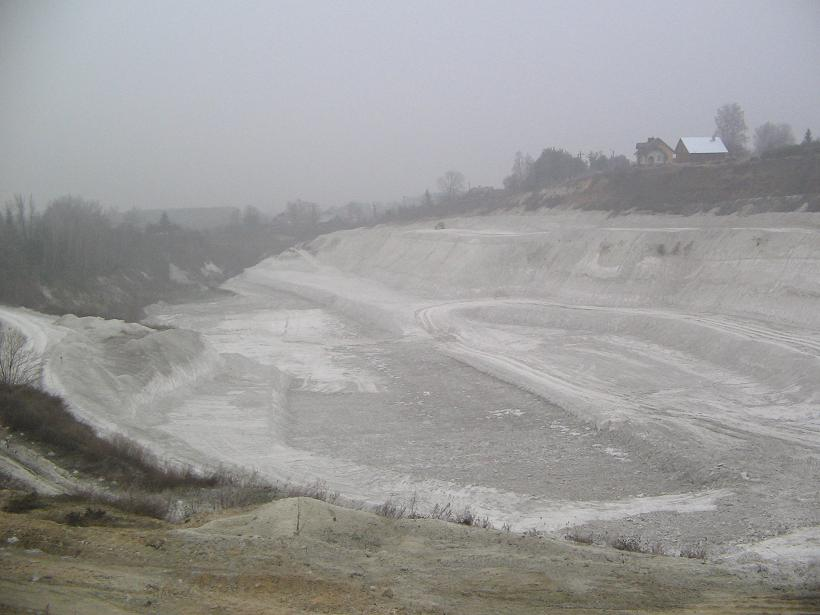
Карьер
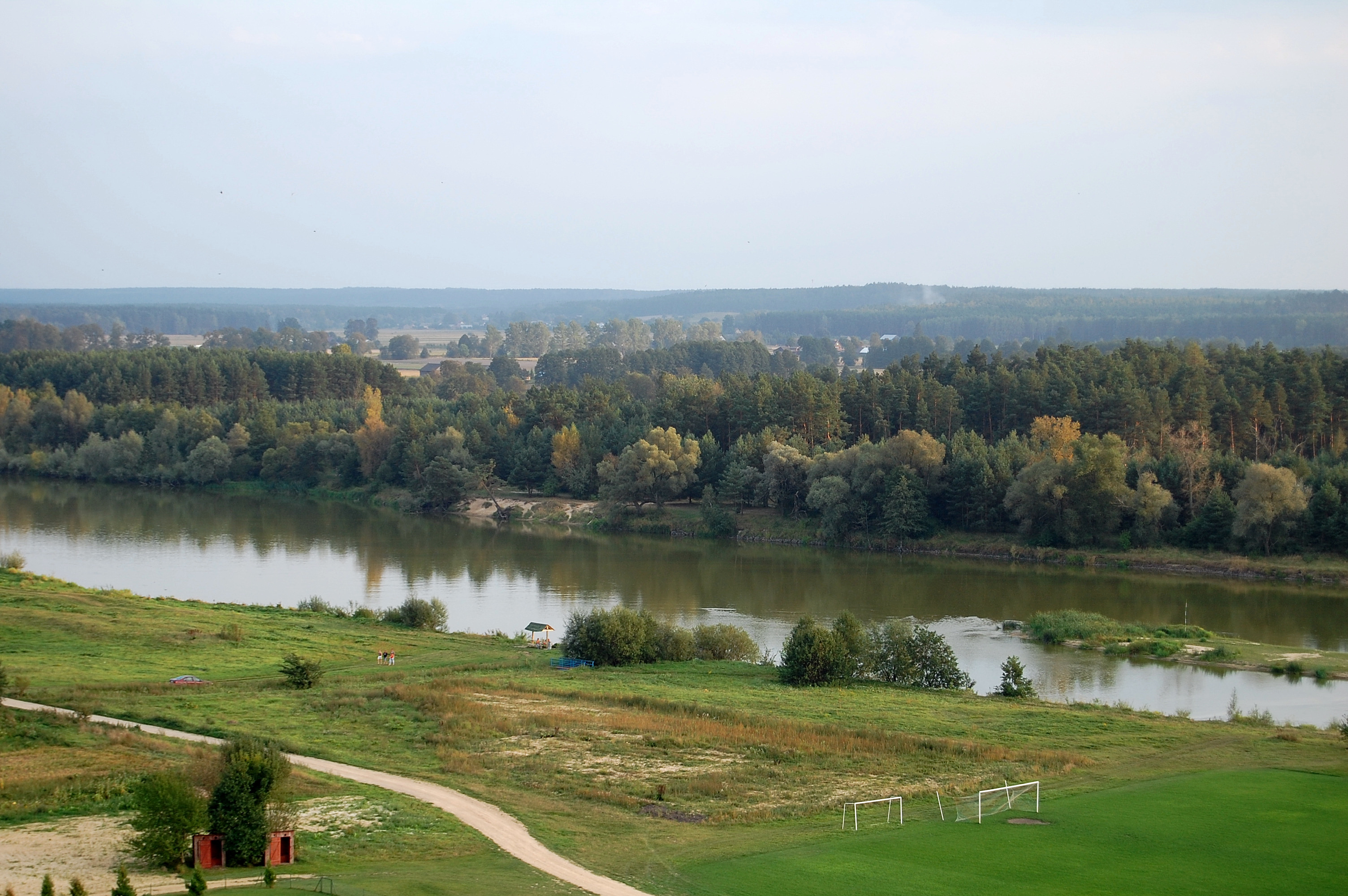
Панорама с замковой горы
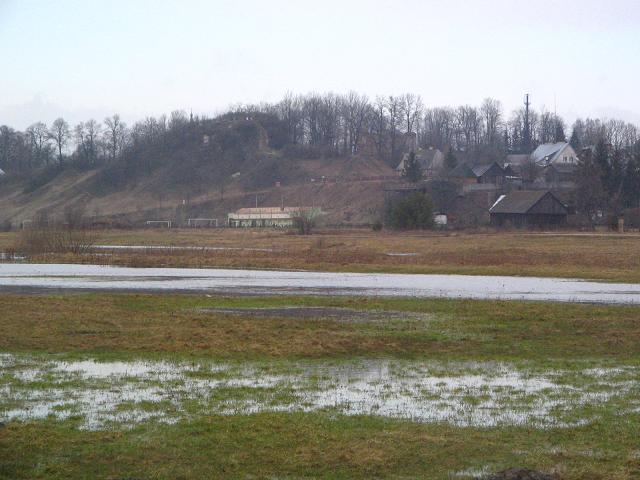
Вид на деревню